# Lamborghini Reventón
El Lamborghini Reventón és un automòbil superesportiu produït pel fabricant italià Lamborghini des de 2007. Va ser mostrat per primera vegada en el Saló de l'Automòbil de Frankfurt de 2007, és el Lamborghini més potent construït fins ara. El seu preu és d'un milió d'euros (~ EUA $ 1.5 milions, o ~ £ 840,000 i només en van ser construïdes 20 unitats. Està basat en el Lamborghini Murciélago LP640, encara que l'exterior és totalment nou, inspirat en el caça F-22 raptor. En la seva major part pren elements mecànics (incloent el motor) directament del Murciélago LP640. El nom del vehicle fa honor al bou de la ramaderia de Don Rodríguez que el 1943 va matar el famós torero Félix Guzmán.
La seva velocitat rècord va ser ea Los Angeles, Califòrnia a 340 quilòmetres per hora (211.3 mph). Els propietaris de Lamborghini van organitzar una carrera entre Lamborghini Reventón i un avió de combat, el Panavia Tornado. El Lamborghini Reventón va estar al capdavant en la major part de la carrera, però finalment l'avió el va atrapar, en els últims metres de la carrera.

## Disseny
El Reventón té una carrosseria amb un disseny inspirat en l'avió de combat F-22, amb formes anguloses i rectes. La carrosseria està construïda en fibra de carboni i pintada de color verd grisenc, encara que no té brillantor metàl·lic. Les partícules metàl·liques que el componen li donen efecte de profunditat a la llum del sol, i depenent de com li impacti la llum, el cotxe pot lluir d'un o altre color.A la part frontal té dos grans preses d'aire cap als costats. Les preses d'aire i les llantes amb disseny de turbina ajuden a refrigerar els discs de carboni de 380 mm i sis calipers. Les rodes del darrere són de 335/30 R20, i les davanteres són de 275/35 R20.
Té òptiques amb tecnologia LED fent joc amb les línies del vehicle, i davant té fars bi-xenó. El capó està fet de vidre laminat, la funció és permetre veure cap enrere pel mirall retrovisor, i també permet veure el motor.
L'interior del Reventón també està inspirat en els dissenys aeronàutics, i té aplicats materials exclusius com l'entapissat d'Alcántara, fibra de carboni, alumini i cuir. Els indicadors del quadre de comandament són tres pantalles TFT, que estan allotjades en una estructura d'alumini protegit amb fibra de carboni, en les quals es pot veure tota la informació del vehicle en dues maneres, amb rellotges analògics o amb mesuradors digitals.
Té un mesurador G-Force-Ficar que serveix per mesurar les forces d'acceleració i desacceleració, tant frontals com laterals. La pantalla mostra una xarxa en 3D en la qual un punt es mou pel seu interior depenent de la força aplicada en aquest moment.

## Motor
El motor del Reventón generalment no té cap modificació, és el mateix motor V12 amb 6.5 litres disposat a 60 º i amb bloc fet d'alumini que utilitza el Murciélago LP640, encara que és possible que se li realitzés alguna modificació, possiblement electrònica, ja que la seva potència màxima és de 650 CV a 8.000 rpm, mentre que la potència de la Murciélago LP640 és de 640 CV a 8000 rpm. El parell motor del Reventón és de 660 Nm a 6000 rpm.
El motor del Reventón està situat en posició central posterior i té una caixa de canvis automàtica i-gear de sis velocitats, amb lleves de canvi el darrere del volant i tracció integral.
El Reventón arriba a una velocitat màxima de 360 km / h, i pot accelerar de 0 a 100 km / h en un temps de 3,1 segons. El seu consum és de 21,3 litres cada 100 km i les emissions de CO2 són de 495 grams per quilòmetre.
El xassís del Reventón és el mateix que el del Lamborghini Murciélago LP640.

## Lamborghini Reventón Roadster
L'any 2010, Lamborghini va presentar la versió descapotable del Reventón, el Reventón Roadster. Aquest cotxe utilitza el mateix motor V12 de la Murciélago LP670-4 SV, de 670 CV. La nova versió es va donar a conèixer al Saló de l'Automòbil de Frankfurt de 2009. El Reventón Roadster va arribar a una velocitat lleugerament inferior al del Reventón original, la seva velocitat màxima és de 340 km/h, i triga només 3.3s per arribar a 62 mph.